# Vídeňské párky

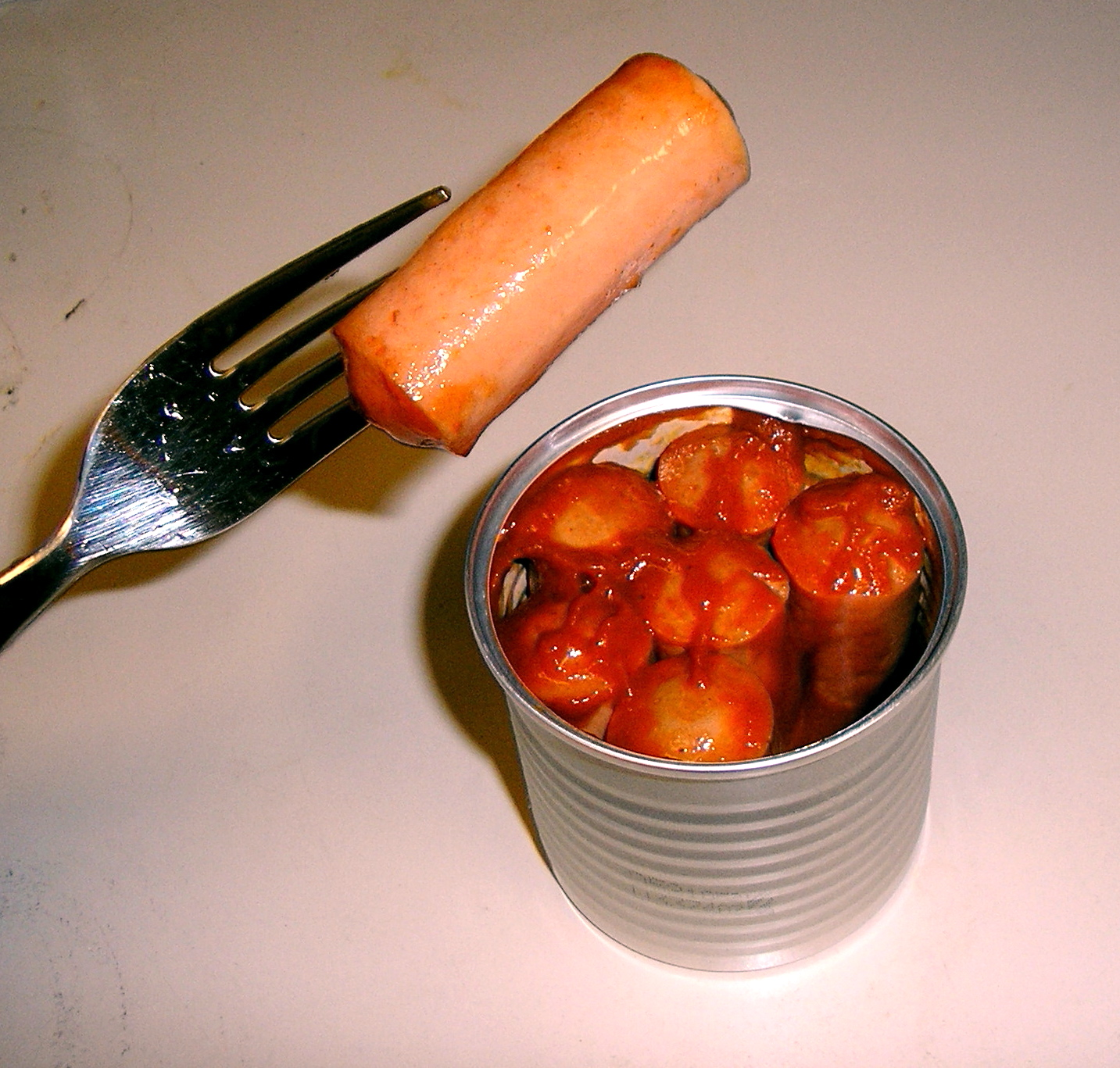
Vídeňské párky s kečupem

Vídeňské párky jsou masným výrobkem, který vznikl podle frankfurtských párků.
Zakladatelem jejich výroby je rakouský řezník Johann Georg Lahner, který se je naučil dělat ve Frankfurtu nad Mohanem, odkud se v roce 1805 přestěhoval zpět do Vídně, kde založil vlastní výrobu. Od něj výrobek okopírovali další řezníci a těmto párkům se začalo říkat Vídeňské párky. Z Vídně se jejich výroba rozšířila i do českých zemí, kde se staly pochoutkovým výrobkem.
Jejich výrobci byli řezníci Satrapa ze Studené, Hulata ze Strašnic, proslavila se i masna v Kostelci u Jihlavy.
Kvalita těchto párků se v Česku držela až do počátku 90. let 20. století. Zrušení norem jakosti potravin v roce 1993 způsobilo v Česku obecně destabilizaci jakosti masných výrobků.
Originální vídeňské párky se vyrábějí z vepřového masa, a jsou ve skopovém střívku. V Česku je kvalita těchto párků rozdílná. Lze koupit vídeňské párky, které obsahují 95 % masa, ale existují i výrobky, kde podíl masa je něco málo přes 50 %.